# Josh Wise
Pour les articles homonymes, voir Wise.
Né Joshua Stephen Wise le 31 janvier 1986 à Dallas Texas, Josh Wise est un acteur américain.

## Filmographie

### Cinéma
- 2005 : Rings
- 2006 : The Naked Ape

### Télévision
- 2001 : Murphy's Dozen
- 2002 : Do Over
- 2002 : Frasier
- 2003 : Lizzie McGuire
- 2005 : FBI : Portés disparus